# シュフラン (原子力潜水艦)
シュフラン（フランス語: Suffren）は、フランス海軍の原子力潜水艦。シュフラン級原子力潜水艦のネームシップ。艦番号はS 635。

## 艦歴
「シュフラン」は、DCNシェルブール工廠で2007年12月19日に起工された。当初は2016年から公試を行い、2017年に就役する予定であった。
2019年8月1日に進水（進水式は7月12日に実施）。2020年4月28日には初めて潜航試験を実施した。10月20日にはMdCN巡航ミサイルの発射試験に成功し、フランス海軍の潜水艦で初めて巡航ミサイルを発射した艦となった。
2020年11月7日にフランス海軍に引き渡され、2022年6月3日に就役した。